# Мбомбо, Куле
Ричард Куле Мбомбо (англ. Richard Kule Mbombo; род. 10 мая 1996, Киншаса) — конголезский футболист, нападающий индийского клуба «Норт-Ист Юнайтед».

## Карьера
Футбольную карьеру начал в 2016 году в составе клуба «Вита» Киншаса.
В 2017 году на правах аренды перешёл в бельгийский клуб «Беерсхот-Вилрейк».
В 2018 году на правах аренды перешёл в словацкий клуб «Тренчин», за который провел 1 матч в Чемпионате Словакии.
В начале 2019 года подписал контракт с казахстанским клубом «Кайсар».

## Достижения
«Кайсар»
- Обладатель Кубка Казахстана: 2019

## Клубная статистика
| Игровая карьера | Игровая карьера | Игровая карьера | Лига | Лига | Кубок | Кубок | Межд. | Межд. | Др. | Др. |
| --------------- | --------------- | --------------- | ---- | ---- | ----- | ----- | ----- | ----- | --- | --- |
| 2019            | Кайсар          | А               | 26   | 9    | 5     | 1     | —     | —     | —   | —   |